# Esko Rechardt
Esko Tapani Rechardt (* 9. Mai 1958 in Helsinki) ist ein finnischer Segler und Olympiasieger.
Er gewann bei den Olympischen Spielen 1980 in Moskau als Außenseiter die Goldmedaille in der Bootsklasse Finn-Dinghy und wurde zum ersten finnischen Olympiasieger im Segeln und bisher einzigen finnischen Medaillenträger in seiner Disziplin.